# Микитенко Юрій Олегович
Юрій Олегович Микитенко (29 серпня 1962, Київ) — український літературознавець, журналіст, поет і перекладач, кандидат філологічних наук (1987), доктор філософії (1997). Заслужений журналіст України (2013).

## Біографія
Народився 29 серпня 1962 року в Києві.
Навчався на філологічному факультеті Київського університету (1979—1984) за фахом «Українська та новогрецька мови й література». Закінчив аспірантуру Інституту світової літератури імені О. М. Горького АН СРСР (Москва, 1984—1987), докторантуру Українського вільного університету (Мюнхен, 1994—1997).
У 1987—2000 рр. — науковий працівник, старший науковий співробітник відділу теорії літератури та відділу української літератури XIX — початку XX ст., Інституту літератури імені Тараса Шевченка НАНУ.
У 1990—1992 рр. — запрошений професор Йоркського університету (Торонто), запрошений дослідник Гарвардського університету (Кембридж, штат Массачусетс).
У 1997—1998 рр. — головний редактор загальноукраїнської громадсько-політичної газети «Столиця».
1998—1999 — головний редактор журналу Міжнародного фонду «Відродження» «Відкритий світ».
1998—1999 — 1-й заступник головного редактора незалежного громадсько-політичного тижневика «Час».
1999—2002 — головний редактор тижневика «Влада і політика» (найвища нагорода в галузі ЗМІ «Золоте перо» за кращу суспільно-політичну газету 2000 р.), яка входила до медіа-групи «Журнал „Президент“».
Від 2002 — редактор відділу, заступник головного редактора, головний редактор, шеф-редактор журналу «Всесвіт», голова Редколегії, президент ТОВ "Журнал «Всесвіт».
2003 — науковий редактор Енциклопедії Української Діяспори (м. Чикаго, США).
У 2004—2005 рр. висвітлював події Помаранчевої революції для країн Близького Сходу як кореспондент-аналітик сирійської інформаційної агенції САНА. Співпрацював з київським бюро американської PR-агенції The Willard Group
2015 — Співзасновник і співредактор (разом із Ю. Штепою) повноколірного великоформатного урбаністичного журналу українською мовою «ІнСіті Джорнал» («InCity Journal»).
Володіє англійською, новогрецькою, слов'янськими мовами.

## Родина
Син літературознавця Олега Микитенка, брат дипломата Євгена Микитенка, онук письменника і драматурга Івана Микитенка.
Дружина — Світлана Юріївна Шліпченко, 1962 р.н. Науковець в галузі урбаністичних студій та філософії архітектури.
Син — Тарас Юрійович Микитенко (1985—2017), 2-й секретар МЗС України, лейтенант Житомирської ДШБ ЗСУ.

## Громадська діяльність
Експерт Всеукраїнського рейтингу «Книжка року». Член Національної спілки журналістів України. Член Міжнародної організації україністів, Історико-літературного товариства Андрія Білецького. Керівник Благодійного фонду захисту і розвитку українського художнього перекладу.

## Творчість
Автор книг:
- «Антична спадщина і становлення нової української літератури» (1991),
- «Від „Слова“ до „Іліади“: Петро Ніщинський — перекладач» (1994).
- «Сяйво Гіппокрени. (З історії й типології українсько-грецьких літературних зв'язків)». За ред. Чл.-кор. НАН України Т.Гундорової. — К., 2008 р.
- «Ілюмінації». Вибрані поезії. К., 2022.

## Нагороди
- Золота медаль Міністерства культури Республіки Вірменія (2012)
- Заслужений журналіст України (2013)[6]